# حارة الجيش (ذمار)
حارة حاره الجيش هي إحدى حارات مدينة ذمار التابعة لمحافظة ذمار، بلغ تعداد سكانها 1,388 نسمة حسب تعداد اليمن لعام 2004.